# Księżpol
Księżpol is een dorp in het Poolse woiwodschap Lublin, in het district Biłgorajski. De plaats maakt deel uit van de gemeente Księżpol en telt 1100 inwoners.